# Paul Julius Reuter
Pour les articles homonymes, voir Reuter.
Paul Julius, baron von Reuter, né le 21 juillet 1816 à Cassel (électorat de Hesse) et mort le 25 février 1899 à Nice, est un journaliste et propriétaire de médias britannique d'origine allemande, fondateur de l'agence Reuters.

## Biographie
Né en électorat de Hesse au sein d’une famille juive, son père est rabbin. Son nom de naissance est Israel Beer Josaphat. À Göttingen, il a rencontré Carl Friedrich Gauss qui expérimentait la transmission de signaux électriques par câble.
Le 29 octobre 1845, il part pour Londres, se donnant le nom de « Joseph Josephat ». Le 16 novembre, il se convertit au christianisme et changea son nom en « Paul Julius Reuter ». Une semaine plus tard, le 23 novembre, il épousa Ida Maria Elizabeth Clementine Magnus à Berlin.

### Débuts à Berlin, Paris et Aix-la-Chapelle
Comme beaucoup de prussiens, il fuit la ville de Berlin, où il est éditeur d'un journal, après l'échec de la révolution de 1848. Il s'installe à Paris, où il travaille pour Charles Havas, qui a créé l'agence Havas en 1835.
En 1849, il crée sa propre agence, traduisant des informations de la presse française en allemand pour les journaux régionaux, mais il fait faillite après seulement un mois, ce qui l'amène à s'installer à Aix-la-Chapelle pour diffuser plutôt des informations financières et générales vers les centres d'affaires de Paris, Bruxelles et Berlin.
Alors que la télégraphie évoluait, Reuter a fondé la première agence Reuters à Aix-la-Chapelle pour transférer des messages entre Bruxelles et Aix-la-Chapelle à l'aide de 200 pigeons voyageurs, tronçon alors dépourvu de télégraphe.
C'était le chaînon manquant pour relier Berlin et Paris. Pouvant atteindre une vitesse de 1 371 mètres par minute, les pigeons étaient beaucoup plus rapides que le train postal, donnant à Reuter un accès plus rapide aux informations boursières en provenance de la Bourse de Paris. En 1851, les pigeons voyageurs furent remplacés par une liaison télégraphique directe.

### Installation à Londres
En 1851, Reuter repartit pour la capitale britannique et installa un bureau à la Bourse de Londres. Paul Reuter fonda alors Reuters, qui allait devenir l'une des plus grandes agences d'informations financières du monde.
Un lien télégraphique fut établi entre le Royaume-Uni et le continent européen sous la Manche. Ce lien fut étendu jusqu'à la côte sud-ouest de l'Irlande, à Cork en 1863. Des bateaux venant des États-Unis jetaient des bidons contenant les dépêches au large de Cork, les bidons étaient récupérés et les informations télégraphiées à Londres où elles arrivaient avant les navires.
En 1872, il veut créer la première banque en Iran, mais les Britanniques s'y opposent.

### Famille et titres
Le 17 mars 1857, Reuter fut naturalisé britannique. Le 7 septembre 1871, Ernest II, duc de Saxe-Cobourg et Gotha, lui conféra le titre de baron.
Julius Reuter eut deux fils dont l'aîné Herbert de Reuter reprit son entreprise, le cadet George Baron de Reuter lui succédant très brièvement en 1915, et une fille qui épousa un comte Douglas. George III Baron de Reuter eut un successeur Oliver IV, baron de Reuter. La dernière héritière de la famille est Marguerite IV, baronne de Reuter.
Mort à villa Reuter, à Nice, il est enterré à Londres dans le caveau familial au cimetière de West Norwood.

## Influence culturelle
- (en) A Dispatch From Reuter's, film de 90 min réalisé en 1940 par William Dieterle, retrace l’histoire de cet homme à l’origine du premier service d’information en Europe ; avec Edward G. Robinson, Eddie Albert, Albert Basserman, Edna Best et Otto Kruger.

## Galerie

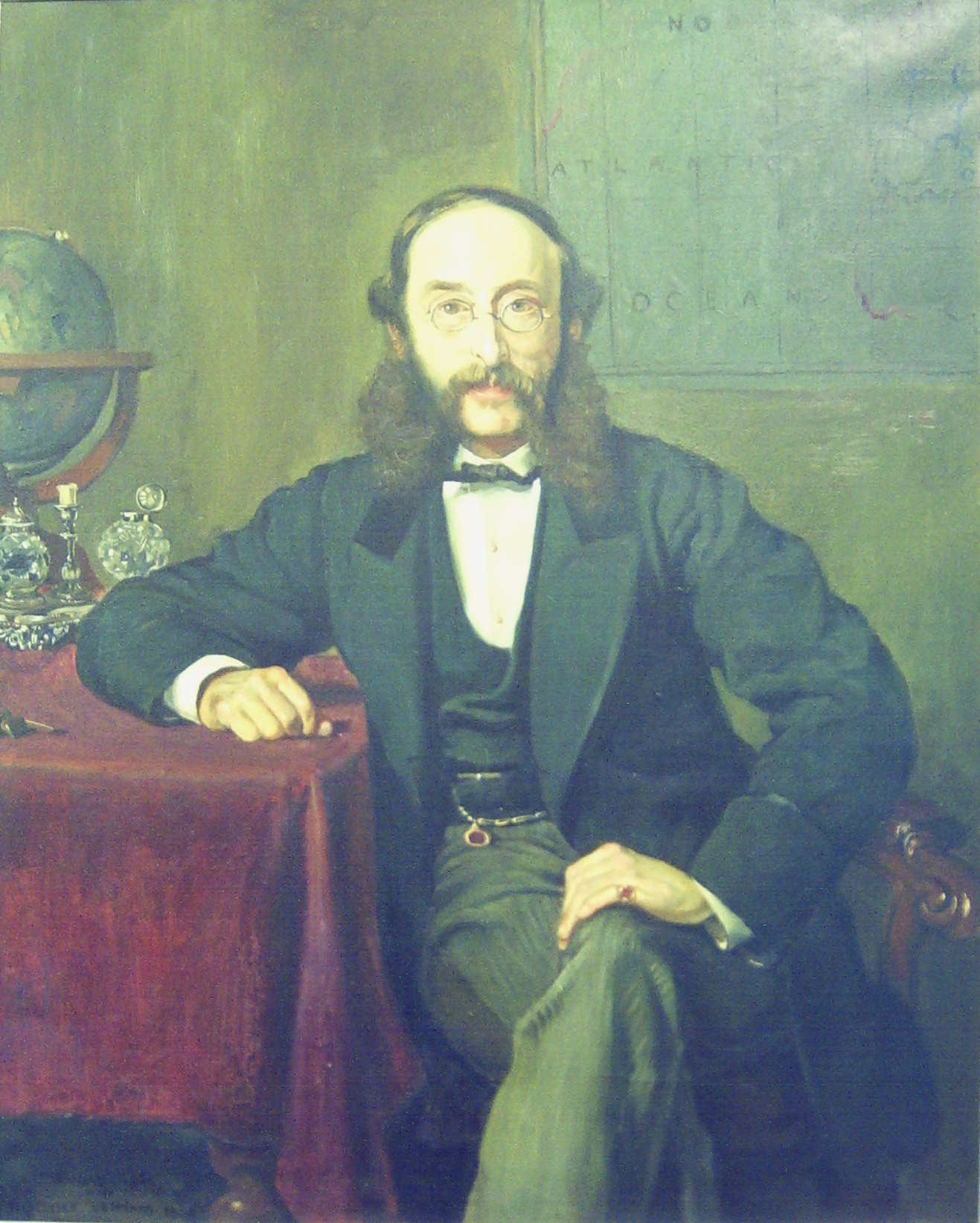
Portrait de Reuter en 1869 à 53 ans, par Rudolf Lehmann.
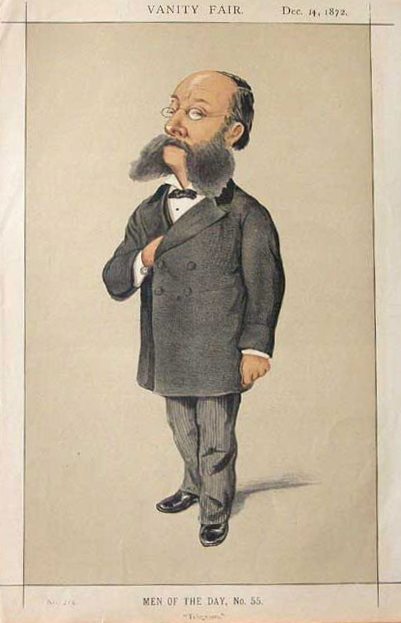
Caricature de Reuter paru dans le Vanity Fair du 14 décembre 1872.
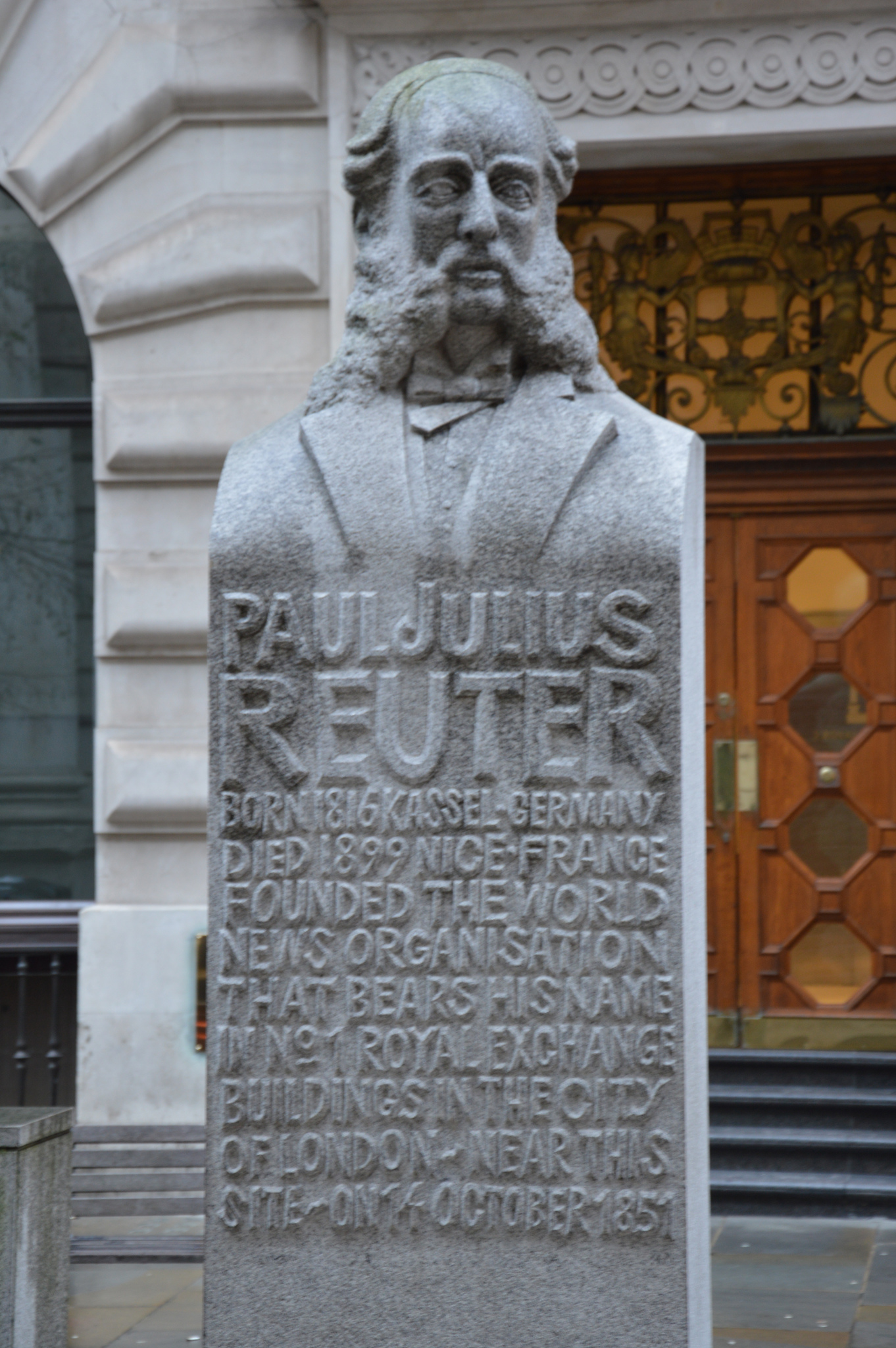
Statue de Paul Julius Reuter à la City de Londres.